# Straja
Straja è un comune della Romania di 5 690 abitanti, ubicato nel distretto di Suceava, nella regione storica della Bucovina.
Il comune è formato dall'unione di 1 villaggio: Straja.
Questo comune è attraversato dal fiume Suceava che prende il nome dalla provincia Suceava.